# هارينغتون
هارينغتون (ديلاوير) (بالإنجليزية: Harrington, Delaware)‏ هي مدينة تقع في الولايات المتحدة في ديلاوير. يقدر عدد سكانها بـ 3,562 نسمة .

## التركيبة السكانية
حدّد مكتب تعداد الولايات المتحدة بيانات التركيبة السكانية لهارينغتون في تعداد الولايات المتحدة. في ما يلي، التركيبة السكانية حسب تعدادي 2000 و2010.

### تعداد عام 2000
بلغ عدد سكان هارينغتون 3,174 نسمة بحسب تعداد عام 2000، وبلغ عدد الأسر 1,223 أسرة وعدد العائلات 825 عائلة مقيمة في المدينة. في حين سجلت الكثافة السكانية 448.9 نسمة لكل كيلومتر مربع (1,162.6/ميل2). وبلغ عدد الوحدات السكنية 1,328 وحدة بمتوسط كثافة قدره 187.8 لكل كيلومتر مربع (486.4/ميل2).
وتوزع التركيب العرقي للمدينة بنسبة 75.17% من البيض و21.64% من الأمريكيين الأفارقة و0.25% من الأمريكيين الأصليين و0.44% من الأمريكيين ذوي الأصول الآسيوية و0.09% من سكان جزر المحيط الهادئ و0.72% من الأعراق الأخرى و1.67% من عرقين مختلطين أو أكثر و2.52% من الهسبانيون أو اللاتينيون من أي عرق.
بلغ عدد الأسر 1,223 أسرة كانت نسبة 40.7% منها لديها أطفال تحت سن الثامنة عشر تعيش معهم، وبلغت نسبة الأزواج القاطنين مع بعضهم البعض 43.9% من أصل المجموع الكلي للأسر، ونسبة 18.7% من الأسر كان لديها معيلات من الإناث دون وجود شريك،  بينما كانت نسبة 4.8% من الأسر لديها معيلون من الذكور دون وجود شريكة وكانت نسبة 32.5% من غير العائلات. تألفت نسبة 27.5% من أصل جميع الأسر من عدة أفراد يعيشون في نفس المنزل ونسبة 13% كانت تتألف من شخص يعيش بمفرده يبلغ من العمر 65 عاماً أو أكثر. وبلغ متوسط حجم الأسرة المعيشية 2.60، أما متوسط حجم العائلات فبلغ 3.13.
بلغ العمر الوسطي للسكان 32.4 عاماً. وكانت نسبة 31.3% من القاطنين تحت سن الثامنة عشر، وكانت نسبة 9% بين الثامنة عشر والرابعة والعشرين عاماً، ونسبة 27.7% كانت واقعةً في الفئة العمرية ما بين الخامسة والعشرين والرابعة والأربعين عاماً، ونسبة 18.4% كانت ما بين الخامسة والأربعين والرابعة والستين، ونسبة 13.5% كانت ضمن فئة الخامسة والستين عاماً فما فوق. يوجد لكل 100 أنثى 84.6 ذكر، ويوجد لكل 100 أنثى في الثامنة عشر من عمرها فما فوق 81.8 ذكر.
بلغ متوسط دخل الأسرة في المدينة 30,945 دولارًا، أما متوسط دخل العائلة فبلغ 36,815 دولارًا. وكان متوسط دخل الذكور 32,064 دولارًا مقابل 20,801 دولارًا للإناث. وسجل دخل الفرد الخاص بالمدينة 15,049 دولارًا. وكانت نسبة 12.1% من العائلات ونسبة 16.5% من السكان تحت خط الفقر، وكان من هؤلاء نسبة 27.3% تحت سن الثامنة عشر ونسبة 13.3% في الخامسة والستين من العمر وما فوق.

### تعداد عام 2010
بلغ عدد سكان هارينغتون 3,562 نسمة بحسب تعداد عام 2010، وبلغ عدد الأسر 1,389 أسرة وعدد العائلات 883 عائلة مقيمة في المدينة. في حين سجلت الكثافة السكانية 503.8 نسمة لكل كيلومتر مربع (1,304.8/ميل2). وبلغ عدد الوحدات السكنية 1,527 وحدة بمتوسط كثافة قدره 216 لكل كيلومتر مربع (559.4/ميل2).
وتوزع التركيب العرقي للمدينة بنسبة 68.73% من البيض و23.27% من الأمريكيين الأفارقة و0.59% من الأمريكيين الأصليين و0.79% من الأمريكيين ذوي الأصول الآسيوية و0.11% من سكان جزر المحيط الهادئ و2.22% من الأعراق الأخرى و4.30% من عرقين مختلطين أو أكثر و5.14% من الهسبانيون أو اللاتينيون من أي عرق.
بلغ عدد الأسر 1,389 أسرة كانت نسبة 36.2% منها لديها أطفال تحت سن الثامنة عشر تعيش معهم، وبلغت نسبة الأزواج القاطنين مع بعضهم البعض 37.2% من أصل المجموع الكلي للأسر، ونسبة 20.6% من الأسر كان لديها معيلات من الإناث دون وجود شريك،  بينما كانت نسبة 5.8% من الأسر لديها معيلون من الذكور دون وجود شريكة وكانت نسبة 36.4% من غير العائلات. تألفت نسبة 29.7% من أصل جميع الأسر من عدة أفراد يعيشون في نفس المنزل ونسبة 10.8% كانت تتألف من شخص يعيش بمفرده يبلغ من العمر 65 عاماً أو أكثر. وبلغ متوسط حجم الأسرة المعيشية 2.56، أما متوسط حجم العائلات فبلغ 3.15.
بلغ العمر الوسطي للسكان 33.0 عاماً. وكانت نسبة 28.3% من القاطنين تحت سن الثامنة عشر، وكانت نسبة 10.1% بين الثامنة عشر والرابعة والعشرين عاماً، ونسبة 25.9% كانت واقعةً في الفئة العمرية ما بين الخامسة والعشرين والرابعة والأربعين عاماً، ونسبة 23.5% كانت ما بين الخامسة والأربعين والرابعة والستين، ونسبة 12.3% كانت ضمن فئة الخامسة والستين عاماً فما فوق. وتوزع التركيب الجنسي للسكان بنسبة 45.3% ذكور و54.7% إناث.

## أعلام
- صموئيل وايت
- بريان روبنسون